# Blå frölöpare
Blå frölöpare (Harpalus rubripes) är en skalbaggsart som först beskrevs av Caspar Erasmus Duftschmid 1812.  Blå frölöpare ingår i släktet Harpalus, och familjen jordlöpare. Arten är reproducerande i Sverige.